# Drassodes lutescens
Drassodes lutescens es una especie de araña araneomorfa del género Drassodes, familia Gnaphosidae. La especie fue descrita científicamente por C. L. Koch en 1839.
La longitud del cuerpo del macho es de 8,2-8,5 milímetros y de la hembra 8,3-11,5 milímetros. La especie se distribuye por el Mediterráneo, Ucrania, Cáucaso, Rusia (Europa) a Asia Central, Irán, Pakistán y Nepal.